# Samtidighet
Samtidighet är en egenskap hos olika händelser.
Enligt den speciella relativitetsteorin är samtidighet inte ett absolut förhållande mellan händelser. Vad som är samtidigt i ett inertialsystem S, kommer inte nödvändigtvis att vara samtidigt i ett inertialsystem som rör sig relativt S. För inertialsystem som rör sig i förhållande till varandra med hastigheter små jämfört med ljusets hastighet, är denna effekt liten och kan därför ignoreras vid praktiska tillämpningar, simultanitet kan då behandlas som ett absolut förhållande.